# Мадонна под елями
«Мадонна под елями» (нем. Madonna unter den Tannen) — картина немецкого художника Лукаса Кранаха Старшего, написанная около 1510 года. Долгое время хранилась в Соборе Иоанна Крестителя во Вроцлаве и известна также как «Вроцлавская мадонна», но после Второй мировой войны картина исчезла и вернулась во Вроцлав только в 2012 году. С тех пор она хранится в Архиепископском музее.

## Описание
На портрете изображена Мадонна в малиновом платье и синем плаще за каменным парапетом с младенцем Иисусом, держащим в руках виноградную гроздь. Младенец сидит на подушке, лежащей на парапете, его поддерживает мать. На заднем плане — живописный стаффаж; горный весенний пейзаж с замком. Слева — береза, справа — пихта и лиственное дерево. Кранах подписал картину, изобразив на ней свой перстень на парапете слева; на камне высечены герб Кранаха, пожалованный в 1508 году, змея с крыльями летучей мыши и его зеркально перевёрнутые инициалы.
Распространённое название картины «Мадонна под елями» было раскритиковано Эдуардом Флехсигом ещё в 1900 году. Название могло быть «основано только на очень беглом наблюдении, потому что на картине видна только одна большая ель, а Мария вообще не изображена среди деревьев; скорее, они составляют фон».
По позе и типу алтарный образ тесно связан с «Дрезденской мадонной» Альбрехта Дюрера, которая в момент написания находилась в капелле Виттенбергского замка. Макс Й. Фридлендер и Якоб Розенберг датируют панно примерно 1510 годом на основании стилистических соображений. Дитер Кёпплин также датирует панно примерно 1509/10 годом и причисляет его к тем мадоннам, которые выделяются своим качеством и уникальностью среди богатой коллекции из примерно 150 известных мадонн Кранаха. Мадонна из Бреслау рассматривается как аналог итальянских мадонн, таких как созданные Рафаэлем и Тицианом: «Она обладает иной, но не меньшей красотой, чем её южные сестры. Прежде всего, она тесно связана с окружающим ландшафтом. Береза и ель — это словно святые, которые её обступают».
Ян Виттманн также причисляет «Мадонну из Бреслау» к наиболее совершенным мадоннам Кранаха, отмечая в качестве характерной черты этих картин: «Ребенок — обычно изображаемый без контакта со зрителем — здесь скорее желанный [sic!] объект, которому завидует Мария, чем определяющий субъект».

## История
Считается, что Кранах создал эту картину по заказу Вроцлавского собора. Нотариус Иоганн Гессе, находившийся в то время в Виттенберге, возможно, передал картину своему епископу Иоганну Турзо, который поместил её в соборе рядом с изображением Иоанна Крестителя. До XIX века картина находилась в капелле Святого Иоанна Вроцлавского собора, а до 1939 года была частью коллекции сокровищницы архиепископского собора Святого Иоанна Крестителя во Вроцлаве.
В 1943 году картину сначала перевезли в цистерцианское аббатство Хайнрихау, а затем в Глац или в Хиршберг, где она пробыла до конца войны. После войны картина была доставлена в музей архиепископа в Бреслау, где священник Зигфрид Циммер отремонтировал треснувшую доску.
Последний предложил своему знакомому Георгу Купке сделать копию картины, чтобы спасти ее «от коммунистов». Купке пришлось покинуть Бреслау в 1946 году, и Циммер завершил начатую копию: Купке написал фигуры, Циммер взялся за фон. Это привело к явным отклонениям от оригинала; например, Циммер тщательно изобразил замок, на который Кранах лишь намекнул на скале слева на заднем плане, и добавил инициалы T. C. на кольцо на картине. Части, которые Купке вписал в картину, также показали отклонения от картины Кранаха; в частности, он не изобразил глаза и исказил перспективу одной из ног Младенца Иисуса.
Когда в 1947 году Циммер был выслан в советскую зону оккупации Германии, он, возможно, взял с собой оригинал картины, замаскированный под поднос. Он переехал в Бернау под Берлином. Возможно, картина осталась там, в его квартире. В 1954 году Зигфрид Циммер приехал с картиной в Мюнхен. В 1960-х годах он продал картину антиквару Францу Вальднеру.
С 1948 года копия, сделанная Купке, считалась картиной Кранаха, хотя стилистические недостатки были явно заметны. Только в 1961 году, когда архиепархия Вроцлава поручила реставратору Даниэле Станкевич изучить картину, она поняла, что это копия. С тех пор оригинал считался утраченным.
В 1971 году подлинная картина была представлена на экспертизу швейцарскому искусствоведу Дитеру Кёпплину, который проинформировал об этом посольство Польской Народной Республики в Кёльне. Однако посольство никак не отреагировало на это уведомление. После того, как в 1980-х годах ходили слухи, что картина перешла во владение Швейцарской католической церкви, в 2011 году она была передана католическому священнику в Швейцарии для возвращения «церкви». В 2012 году церковное учреждение при дипломатическом посредничестве вернуло его в соборный приход Святого Иоанна Крестителя во Вроцлаве. 18 июля 2012 года картина была передана посольству Польши в Берне, которое направило её во Вроцлавскую архиепархию. В ноябре 2012 года в Muzeum Archidiecjezalne Wroclaw под руководством Юзефа Патера в сотрудничестве с Михаэлем Хофбауэром была разработана концепция выставки и проведено детальное изучение работы. 24 декабря 2012 года «Мадонна под елями» была представлена посетителям.